# تیم ملی فوتبال نپال
تیم ملی فوتبال نپال نماینده کشور نپال در مسابقات بین‌المللی و آسیا است که زیر نظر فدراسیون فوتبال نپال فعالیت می‌کند.
اولین بازی رسمی این تیم در تاریخ ۱۳ اکتبر ۱۹۷۲ میلادی در برابر تیم ملی فوتبال چین برگزار شده‌است.